# Naturschutzgebiet Lenneaue Berchum

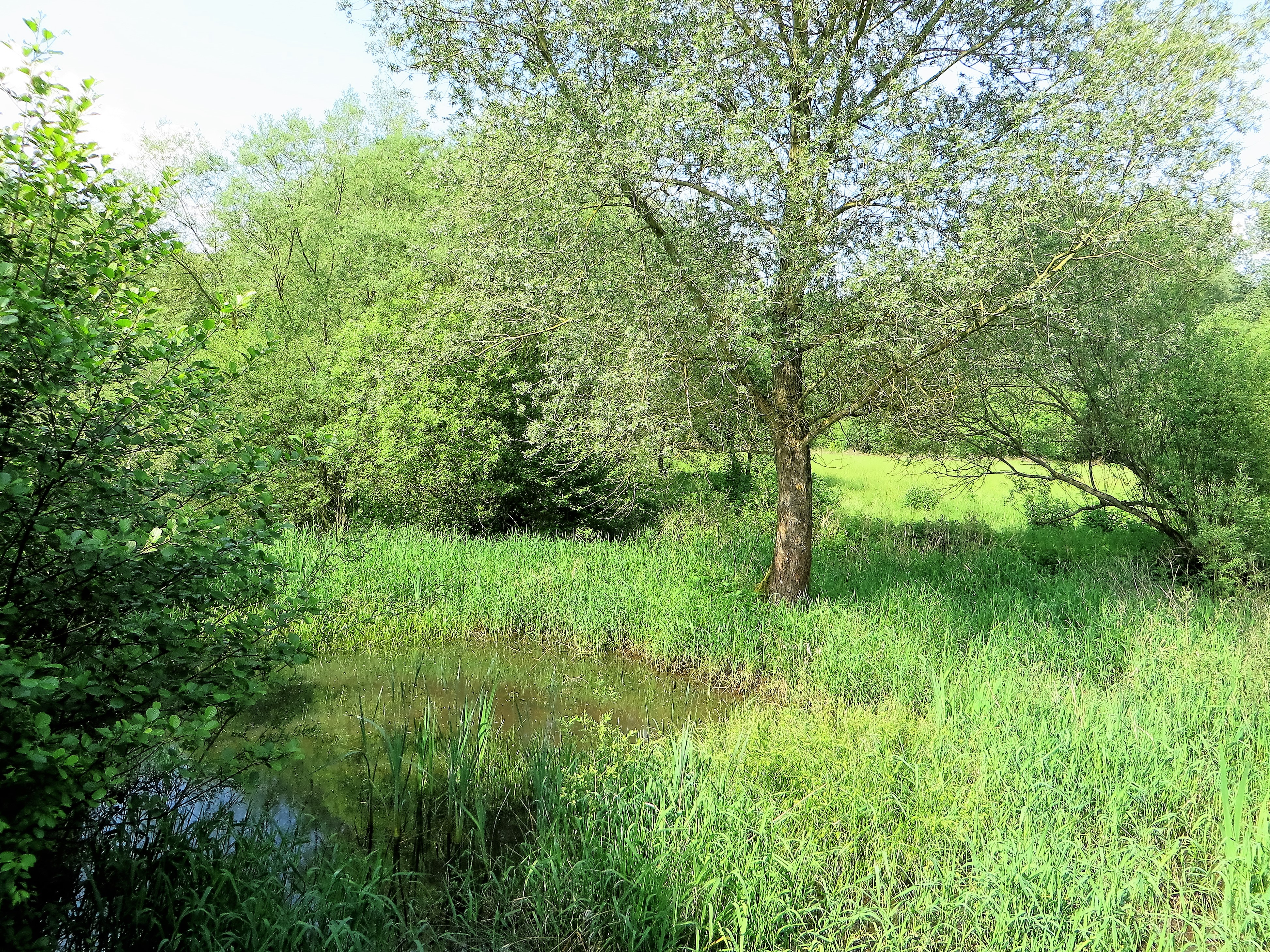
Naturschutzgebiet Lenneaue Berchum

Das Naturschutzgebiet Lenneaue Berchum mit einer Flächengröße von 9,78 ha befindet sich auf dem Gebiet der kreisfreien Stadt Hagen in Nordrhein-Westfalen. Das Naturschutzgebiet (NSG) wurde 1994 mit dem Landschaftsplan der Stadt Hagen vom Stadtrat von Hagen ausgewiesen. Es liegt im Stadtteil Berchum. Im Norden und Süden grenzen Industriebauten an. Im Norden liegt die Straße L 674 und im Westen der Deich der Flussaue der Lenne. Es gibt im NSG eine Aussichtshütte am Rad- und Wanderweg.

## Gebietsbeschreibung
Das NSG umfasst einen Altarm der Lenne und die Umgebung mit einer Streuobstwiese, Grünland und Erlenwald. Im NSG kommen die Tierarten Zwergmaus, Gartenschläfer, Siebenschläfer, Abendsegler, Baumpieper, Steinkauz, Dorngrasmücke, Feldschwirl, Sumpfrohrsänger, Rohrammer, Blässhuhn, Teichralle, Fadenmolch und Wasserfrosch vor. Es sind Pflanzenarten wie Schwarze Kopfbinse, Akelei, Gemeine Kamille, Bunter Hohlzahn, Froschbiss, Wasserschwaden, Wasserstern, Froschlöffel, Rohrglanzgras, Sumpf-Binse, Mädesüß, Echter Baldrian und Sumpf-Binse  zu finden.

## Schutzzweck
Das NSG wurde zur Erhaltung und Wiederherstellung von Lebensgemeinschaften oder Lebensstätten bestimmter wildlebender Pflanzen- und wildlebender Tierarten sowie zur Erhaltung und Entwicklung überregional bedeutsamer Biotope seltener und gefährdeter sowie landschaftsraumtypischer wildlebender Pflanzen- und wildlebender Tierarten von europäischer Bedeutung als Naturschutzgebiet ausgewiesen.